# Mark Dornford-May
Mark Dornford-May (* 29. Mai 1955 in Großbritannien) ist ein britischer Regisseur.
Seit Anfang der 1980er Jahre ist Dornford-May als Theater- und Opernregisseur erfolgreich. In Bristol gründete er die Playwright's Company. Er leitete Produktionen am Crucible in Sheffield, dem Playhouse in Oxford, dem Gate Theatre in Notting Hill und der Royal Shakespeare Company. Er lehrte in London an der Central School of Speech and Drama und der Royal Academy of Dramatic Art. Zusammen mit Charles Hazlewood gründete er die Broomhill Opera, die er 10 Jahre lang als künstlerischer Direktor leitete. Gastspiele führten ihn nach Frankreich, Belgien, Portugal, Australien, Südafrika, Irland, Kanada und die USA. 
Seit 2000 lebt Dornford-May in Südafrika. Dort leitet er die von ihm gegründete Schauspielgruppe Dimpho Di Kopane (Vereinte Talente). 

## Auszeichnungen
- Für sein Spielfilmdebüt U-Carmen wurde er 2005 bei den 55. Internationalen Filmfestspielen in Berlin mit dem Goldenen Bären ausgezeichnet.

- Für seine Musicalinszenierung The Mysteries wurde Dornford-May im gleichen Jahr für einen Drama Desk Award der American Society of Composers, Authors, and Publishers (ASCAP) nominiert.